# چایوا کواسا
چایوا کواسا (به اسپانیایی: Challwa Q'asa) یک کوه در پرو است که در استان لا اونیون واقع شده‌است. چایوا کواسا ۵٬۰۰۰ متر بالاتر از سطح دریا واقع شده‌است.